# Xunmenglong
Xunmenglong yinlianglis is een theropode dinosauriër, behorend tot de Tetanurae, die tijdens het vroege Krijt leefde in het gebied van het huidige China.

## Vondst en naamgeving
In 2013 werd in de autonome prefectuur Fengning in de provincie Hebei het gedeeltelijk skelet opgegraven van een kleine theropode. De delen ervan werden, zoals in China wel vaker gebeurt, door de verzamelaar met die van twee andere skeletten samengevoegd tot een fraaier geheel dat een rennende theropode voorstelde. Later wetenschappelijk onderzoek scheidde de delen weer maar concludeerde ook dat althans de hoofddelen een nog onbekende soort vertegenwoordigden.
In 2019 werd de typesoort Xunmenglong yinlianglis benoemd en beschreven door Xing Lida, Tetsuto Miyashita, Wang Donghao, Niu Kechung, en Philip John Currie. De geslachtsnaam is een combinatie van het Chinees xunmeng, "snel", en long, "draak", een verwijzing naar het zijn van een snelle rover. De soortaanduiding verwijst naar het Yinliang Stone Natural History Museum te Fujiang.
Het holotype, YLSNHM-00005, is gevonden in de Sichakouafzetting, aslagen in een meerafzetting, van de Huajinyingformatie welke dateert uit het Hauterivien. De specifieke aardlaag is 130,7 miljoen jaar oud. Het holotype bestaat uit een gedeeltelijk skelet zonder schedel samengedrukt op een steenplaat. Een tegenplaat moet aanwezig geweest zijn maar was niet meer te vinden. Het bestaat uit vijf sacrale wervels van het heiligbeen, een reeks van twaalf wervels van de voorste staart, beide darmbeenderen, een stuk rechterzitbeen, en delen van de achterpoten. De rechterachterpoot bevindt zich op de originele positie maar het onderbeen van de linkerachterpoot was door de verzamelaar losgemaakt en gecombineerd met een linkerdijbeen van onbekende oorsprong weer zo op de plaat bevestigd dat een rennende houding werd gesuggereerd. Vermoedelijk gingen bij deze operatie de schaambeenderen verloren. Extra verwarrend is dat het echte linkerdijbeen aansluit bij het rechteronderbeen. Het exemplaar omvat geen resten van het verenkleed maar wel de hoornschachten van de voetklauwen. De individuele leeftijd van het exemplaar is onzeker. De grootte, de proporties en het niet vergroeid zijn van de sacrale wervels duiden erop dat het een jong dier betreft. Aan de andere kant zijn er botjes aangetroffen die de verbeende onderste tarsalia van de enkel zouden kunnen zijn. Die verbenen pas bij zeer oude dieren.

## Beschrijving

### Grootte en onderscheidende kenmerken
Xunmenglong is een kleine soort, in 2019 de kleinste bekende compsognathide, niet groter dan het nog niet volgroeide holotype van Scipionyx, een halve meter lang.
De beschrijvers stelden verscheidene onderscheidende kenmerken vast. Een daarvan is een autapomorfie, een unieke afgeleide eigenschap. Het voorlaatste kootje van de vierde teen, het vierde, is veel langer dan het derde.
Daarnaast is er een unieke combinatie van op zich niet unieke kenmerken. De sacrale wervels en de voorste staartwervels zijn langer dan hoog. Bij de voorste staartwervels is de hoogte van het verticale doornuitsteeksel groter dan de horizontale lengte van het wervellichaam. Bij het darmbeen is het voorblad even lang als het achterblad. Bij het darmbeen is in zijaanzicht het bovenprofiel recht en is de voorrand bol. Het scheenbeen is uitzonderlijk lang, zelfs ten opzichte van de normale proporties bij theropoden van deze grootte, met 153% van de lengte van het dijbeen. De onderste tarsalia, het tweede, derde en vierde, zijn verbeend. De derde teen is, de voetklauw niet meegerekend, even lang als het derde middenvoetsbeen.

### Skelet
Bij de sacrale wervels zijn ook de sacrale ribben niet vergroeid. Bij de staartwervels zijn de chevrons vrij lang, tweemaal langer dan hun centra hoog. Die centra zijn weer vrij kort. Hun doornuitsteeksels zijn opvallend verticaal en nauw in zijaanzicht. Ze missen een "spoor" of uitsteeksel aan de voorrand.
Het darmbeen is vrij laag met een rechte bovenrand. De uitholling in de onderrand van het achterblad is niet erg opvallend in zijaanzicht. Het achterblad is recht afgesneden in plaats van taps toe te lopen. Er is geen horizontale kam boven het heupgewricht. Het voorblad heeft een bolle voorrand die overloopt in een bolle onderrand.
De achterpoten zijn vrij kort en robuust. Zowel het scheenbeen als de middenvoet is lang: het derde middenvoetsbeen heeft 83% van de lengte van het dijbeen. Dit is ongewoon voor een compsognathide. Ten opzichte van de middenvoet zijn de tenen weer extra lang. Het linkerdijbeen heeft een bewaarde lengte van 33,14 millimeter. De derde teen heeft een lengte van 30,51 millimeter. Bij het scheenbeen loopt de crista fibularis ononderbroken door tot op het bovenvlak. Het kuitbeen mist een duidelijk aanhechtingsvlak voor de musculus iliofibularis. Het lange vierde kootje van de vierde teen is typisch voor Eumaniraptora maar daar behoort Xunmenglong niet toe gezien de evenwijdige en even lange centrale middenvoetsbeenderen, een eerste middenvoetsbeen aangehecht op de middelste hoogte van het tweede middenvoetsbeen, het ontbreken van de sikkelklauw op de tweede teen, en de vrij vlakke voetklauwen.

## Fylogenie
Xunmenglong werd in 2019 in de Compsognathidae geplaatst. In dat geval is het de oudste bekende Aziatische compsognathide. Een kladistische analyse leverde een positie op in een polytomie ofwel "kam" van andere Europese en Aziatische Compsagnathidae.